# Ira Losco
Ira Losco es una cantante maltesa conocida por ser la representante de Malta en el Festival de la Canción de Eurovisión en dos ocasiones: en el Festival de Eurovisión de 2002 con la canción «7th Wonder»; y en el Festival de 2016, con «Walk on Water».

## Biografía
Nació el 31 de julio de 1981 en Sliema, Malta. Su carrera empezó en 1997 cuando entró en el grupo infantil Tiara. A partir de 2002 siguió su carrera en solitario.

## Carrera
Participó en el Festival de la Canción de Eurovisión 2002, quedando segunda tras Letonia por solo 12 puntos. Catorce años después, representó de nuevo a Malta en el Festival de la Canción de Eurovisión 2016 con la canción «Walk On Water». Finalmente, obtuvo la decimosegunda posición en la final, tras haber quedado tercera en su semifinal.

## Filantropía
Losco ha trabajado en la lucha contra la intimidación y recientemente es embajadora de la lectura, es una altavoz en proyectos para niños y la autonomía y autoestima, visitando más de 30 escuelas dando charlas a los estudiantes también mostrando la importancia de la mujer en la sociedad. También es activista en favor de los derechos LGBT.

## Discografía
- Butterfly (noviembre de 2001)
- Someone Else (abril de 2004)
- Blends & Remixes of Someone Else (enero de 2005)
- Accident Prone (noviembre de 2005)
- Unmasked (septiembre 2006)
- "No Sinner No Saint" (Junio 2018)

1998	"Basketball"
(with Tiara)	Hi-Infidelity
2000	"Shine"
(Malta Song for Europe 2000)	Butterfly
"Falling in Love"
(Malta Song for Europe 2000)
2001	"Spellbound"
(Malta Song for Europe 2001)
"Don't Give Up"
(Malta Song for Europe 2001)
"We'll Ride the Wind"
(Malta Song for Europe 2001)
"Deep Inside My Heart"
(Malta Song for Europe 2001)
"Butterfly"
"Summer Breeze"
"Fejn Stahbejtli"
(For Indipendenza 2001)
2003	"Love Me or Hate Me"	Someone Else
"Who I Am"
2004	"Someone Else"
"Say Hey"
"I'm In Love Again"
"Must've Been Good"
2005	"Everyday"	Accident Prone
"Get Out"
2006	"Don't Wanna Talk About It"
"Driving One Of Your Cars"
"Accident Prone"
"Uh-Oh"
"Waking Up To The Light"
"Winter Day"	Unmasked
2007	"Arms Of The Ones..."
"Something To Talk About"	Fortune Teller
"Don't Look Down"
2008	"Idle Motion"
"Promises"
"Elvis Can You Hear Me?"
"Shoulders of Giants"
2009	"What's The Matter With You?"
"Fortune Teller"
"What's The Matter With Your Cabrio"	Mixed Beats
"Shoulders of Giants"
"Love Song"
2010	"Something to Talk About"
2012	"What I'd Give"	The Fire
2013	"The Person I Am"
"Me Luv U Long Time"
2014	"The Way It's Meant To Be"
2015	"Chameleon"	Eurovision Song Contest 2016
2016	"Walk on Water"